# Střelecký klub v Moravské Ostravě
Střelecký klub v Moravské Ostravě byl založen v roce 1841 a v C.k. monarchii patřil mezi nejmladší asociace střelců.

## Historie

### I. období 1841–1846
K zakládajícím členům spolku mimo C. k. plukovníka Dominika Tracha z Březí (1781–1861) patřili: Sarkander Nessel, Carl Schneider a Josef Lamieh. Od Valentina Quasigrocha koupili pozemek, který se nacházel v jihovýchodní části města, poblíž současné vlakové stanice Ostrava střed, tedy na původní železniční trati z Vítkovic do Frýdlantu, která se rozšiřovala dále na Přívoz a to z důvodů napojení na trať Lipník-Bohumín, která tvořila úsek mezinárodní trati Vídeň-Krakov. Dodnes poblíž stojí mosty, které se jmenují Frýdlantské mosty. Pozemek koupili za 300 C. k. florinů (viz Rakousko-uherská koruna).

#### Budova a vybavení střelnice
Náklady na stavbu střelnice se vyšplhaly k podobné ceně, jako byla cena pořízení pozemku. Město poskytlo spolku přes 10000 ks pálených cihel. Vrchní lesník (německy Oberförster) Postulka z Šenova a jistý Střella z Polské Ostravy dodal stromy a keře k výsadbě. Baron Trach se podílel organizačně a také finančně.
V budově bylo: zázemí pro členy (2000 stop = 199m2), sklad munice, nabíjecí místnost, terče (o velikosti 20 stop = 1,99m2).

#### Zahájení
Provoz střelnice byl zahájen v létě 1842. Střílelo se na terč, na vzdálenost 180 kroků a 82 kroků, puška spočívala na pevné základně. Náklady se šplhaly při 6 výstřelech na 10 C. k. krejcarů (viz Rakousko-uherský zlatý).

#### Členové
Střelecký spolek měl tyto členy:
- Dominik baron Trach z Březí
- představenstvo: Sarkander Nessel[pozn. 1], Carl Schneider[pozn. 2] a Josef Lamich[pozn. 3]
- pokladník: Andrée z Witkowitz[pozn. 6]
- členové výboru z Moravské Ostravy: Johann Bochdalek, Leopold Brückner, Friedrich Fux, Severin Johanny, Valentin Hänisch, Anton KasperIik, Gabriel Kudielka, Adalbert Lux, Dr. F. Kutscha Židek
- dále Josef Hirncziř z Třebovic, Johann Benesch z Schönbrunnu (česky Svinov), Joset Mikeska z Koblova

#### Provoz
Střelnice si rychle získala na oblibě mezi obyvateli Moravské Ostravy a stala se centrem společenských aktivit.

#### Ukončení
Spolek existoval do roku 1846, kdy byl nucen ukončit svou činnost. Důvodem byl zákaz střelby, protože střelnice stála v těsné blízkosti obslužné trati Vítkovických železáren a rovněž byla v blízkosti nově budované silnice spojující Vítkovické železárny s ulicí 28. října.
Baron Rothschild, majitel Vítkovických železáren koupil pozemek spolu s bodovou střelnice za 6000 C. k. florinů. Protože členové spolku nenalezli vhodné místo, rozhodli se v roce 1846 spolek rozpustit. Výnos z prodeje byl rozdělen mezi členy spolku a zhruba 250 C. k. tolarů bylo věnováno Nemocniční nadaci Kašpara Pittlera, nyní Městská nemocnice Ostrava. 

### II. období 1846–1852
Následující roky neumožnily vytvoření nového spolku a střelnice a to díky převažujícímu politickému nepokoji; V roce 1852 došlo k pokroku. Generální ředitel Vítkovických železáren Franz Sunk (německy ßunk), starosta Moravské Ostravy Fanz Kremerin, a občané Anton Kasperlik Anton Žídek a Carl Schneider přijali nabídku od členů rady Polské Ostravy, aby střelecký spolek založili zde, tedy na pravém břehu řeky Ostravice.

### III. období 1852–1888 (Stará střelnice)
Druhé období spolku je datováno k 29. květnu 1852, kdy byly sepsány spolkové stanovy Střeleckého spolku v Moravské Ostravě. Přihlásilo se přes 157 zájemců z Moravské Ostravy, Polské Ostravy, Vítkovic, Přívozu, Hrušova, Šenova, Kunčic, Schönbrunn (česky Svinov), Třebovic. Při založení bylo vydáno 500 kusů členských akcií za 5 milionů C. k. korun. Za tyto peníze byl postavena střelnice (nabíjecí místnost, střelnice s 12 střeleckými místy a 180 kroků dlouhou střeleckou dráhou) se zázemím (restaurace, terasa, pokoje pro hosty). Byl vytvořen park a řada míst k odpočinku. 
V srpnu 1872, byl Střelecký park poničen velkou povodní z řeky Ostravice. Byly odplaveny stromy, keře, ale také travnaté plochy, pískoviště a štěrkové chodníky. Poškozena byla střelnice a také budova restaurace naplavením vrstvy bahna.
V červnu 1873 byly oficiálně schváleny nové stanovy střeleckého klubu. Došlo ke změně statusu klubu ze spolku na společnost. Celý areál byl oplocen. Došlo ke změněn ve střelbě - místo na 180 kroků se střílelo na vzdálenost 300 kroků. Došlo k postavení velkého sálu pro veřejnost.
Povodně v roce 1880 (4. srpna) opět rozsáhle poničily areál střelnice. Areál byl s nemalými finančními prostředky opět obnoven. Střelecký klub byl místem návštěv:
- 20. června 1881 zde byl místodržící (guvernér) Moravy baron Karel von Korb-Weidenheim

- 5. června 1882 se zde sešli ministerský předseda Eduard hrabě Taaffe, spolu s ministrem orby (zemědělství) Juliem hrabětem Falkenhayn[6], místodržící (guvernér) Dr. Friedrich hrabě Schönborn a ministerský rada Eduard rytíř von Stummer. Zúčastnili se slavnostního turnaje ve střelbě na sklenici, zapsali se do kroniky klubu.

Dne 20. září 1886, bylo rozhodnuto, že bude vyhotovena vlajka střeleckého klubu. Na tuto vlajku byla uspořádána sbírka a bylo vybráno 235 florinů. Dne 26. srpna 1888 byla vlajka vysvěcena a patronkou byla paní baronka Camilla Gastheim, manželka okresního komisaře Morize von Gastheimb. Při této události byly vydány pamětní mince ze zlata, stříbra a mosazi.
U příležitosti 40 let vlády císaře František Josef I., byla 2. září 1888 vypravena delegace 32 členů klubu do Vídně, spolu s orchestrem (německy Mähr-Ostrauer vereinigte Bergkapelle).

### IV. období 1891–1918 (Nová střelnice)
Od počátku 70. let 19. století se Moravská Ostrava a Polská Ostrava díky růstu průmyslu velmi rozvíjely. Stavební výstavba se dotkla i samotné střelnice, její blízkost nebyla bezpečná pro obyvatele okolních domů. V dopise starosty Polské Ostravy ze dne 18. dubna 1888 (zápis rady č. 2142) a později dopisem rady města ze dne 23. dubna 1888 (zápis rady č. 2292) bylo rozhodnuto, že střelecký klub bude přemístěn do lokality "Züngl" (1889 – Cingl, také Zingelgasse, 1945 – Dvořákova). Tato "Nová střelnice" se nacházela v místech dnešní části Nové radnice v Ostravě. Patřila k ní výletní restaurace a park. Tento přesun byl v 22. dubna 1891 schválen představenstvem střeleckého klubu.
Výstavba střelnice, byla zadána stavební firmě Josef Zuber. Tato stavba získala všeobecnou podporu od veřejnosti Moravské Ostravy, Polské Ostravy, a také od hraběte Hans Wilczek, barona Alberta Salomona Anselma von Rothschild, firmy Gebrüder-Gutmann. Generální ředitel klubu pan Popp celý projekt intenzivně propagoval. Dne 14. srpna 1892 došlo ke slavnostnímu otevření, součásti bylo rovněž zahájení střelecké soutěže.
Provedení této VI. Moravské zemské střelnice bylo unikátní díky velké otevřené terase. Členové Moravsko–rakouského střeleckého spolku dobře reprezentovali jak na domácích soutěžích: 1891 na IV. Moravské zemské střelbé v Novém Jičíně a 1892 na V. Rakouské spolkové střelbě v Brně, kterých se Střelecký klub Moravské Ostravy účastnil spolu s vlastní klubovou vlajkou a klubovou kapelou.
V roce 1906 se při své návštěvě Moravské Ostravy císař František Josef I. zúčastnil se jako host střelecké soutěže, která se konala pod záštitou arcivévody Rainera Ferdinanda Habsbursko-Lotrinského, a to ve dnech 24. června až 3. července. Jednalo se o X. moravskou zemskou střelbu. Císař se podepsal do pamětní knihy střeleckého spolku, prohlédl si dary a odměny pro nejlepší střelce.
Poslední velké střelecké závody se konaly v roce 1913. Střelnice byla zbourána v roce 1926.